# Skúvoy
Skúvoy egy sziget Feröer középső részén. Egyetlen települése az azonos nevű Skúvoy.

## Földrajz

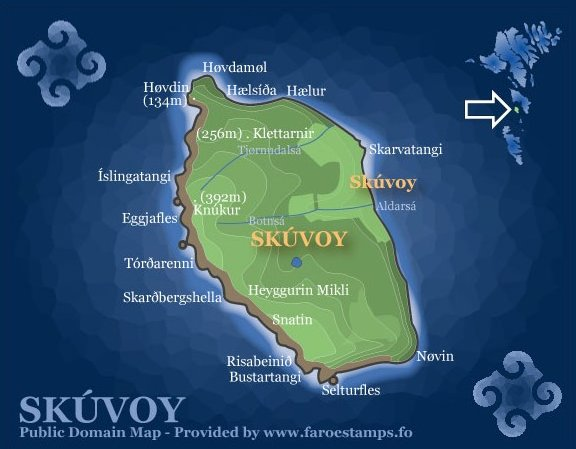
Skúvoy térképe

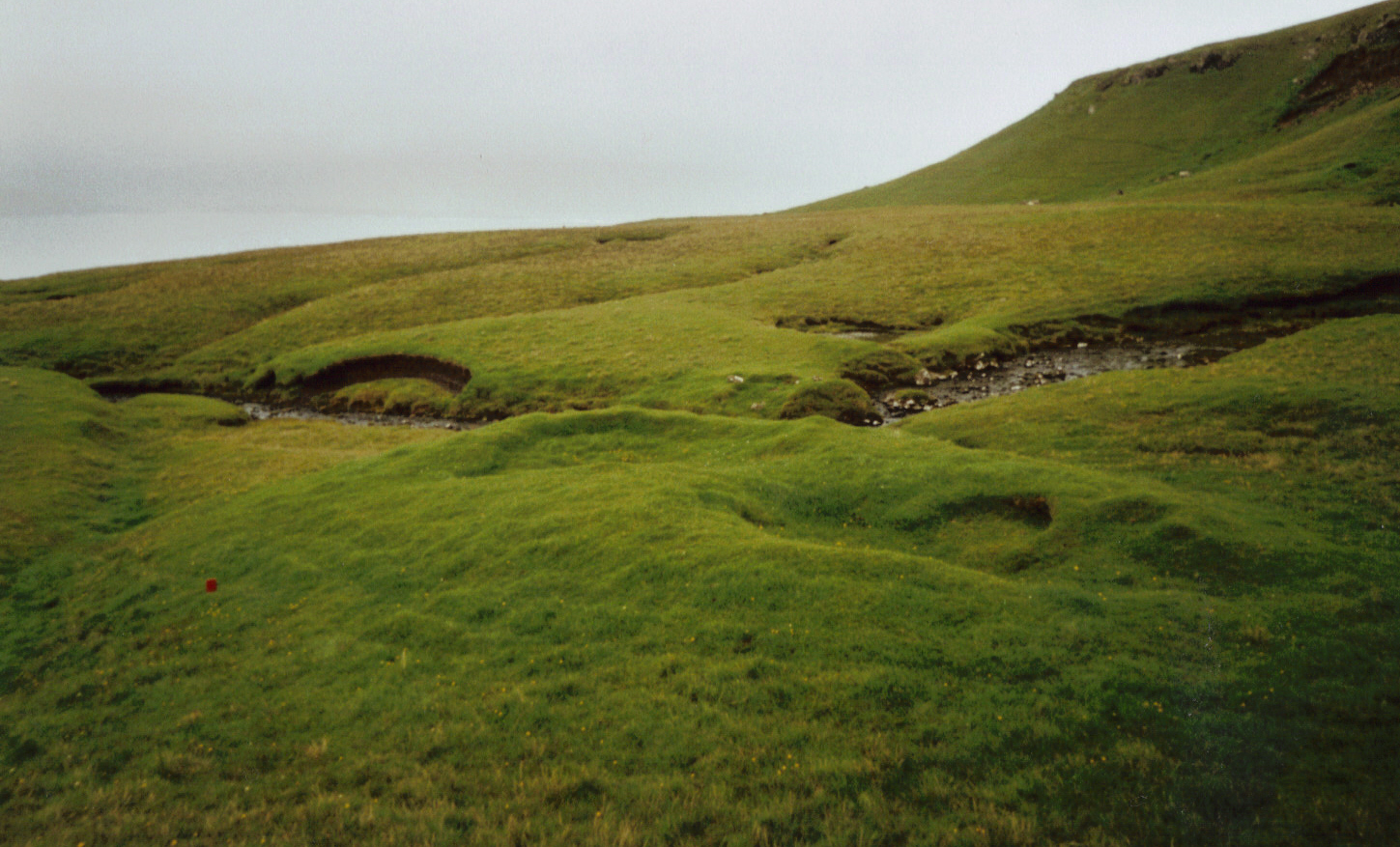
A Fagradalur völgy

Skúvoy Sandoytől délnyugatra fekszik. Területe 9,87 km². Két fontosabb hegycsúcsa a Knútur (392 m) és a Heyggjurin Mikli (391 m); a nyugati part csaknem ilyen magasságból szakad függőlegesen a tengerbe. A sziget Sandoy régióhoz tartozik.

### Élővilág
Skúvoy nevét a halfarkasról kapta, amely a viking honfoglalás idején valószínűleg nagy számban fészkelt itt. A 20. század elején még a lummapopuláció is jelentős volt, de azóta erősen megcsappant. A sziget madárvilága ennek ellenére nemzetközi jelentőségű. Évente mintegy 280 000 pár tengeri madár költ ezeken a területeken. A legjelentősebb fajok a lumma (135 300 pár), az északi sirályhojsza (50 000 pár), a lunda (40 000 pár), a háromujjú csüllő (22 900 pár), az európai viharfecske (20 000 pár), az atlanti vészmadár (10 000 pár), a fekete lumma (150 pár), a kis póling (40 pár) és a nagy halfarkas (25 pár).

## Népesség
A sziget egyetlen települése, Skúvoy, a keleti parton fekszik. Közigazgatásilag Skúvoy községhez tartozik.
| Év              | Lakosság |
| --------------- | -------- |
| 1986. január 1. | 84       |
| 1991. január 1. | 84       |
| 1996. január 1. | 84       |
| 2001. január 1. | 79       |
| 2006. január 1. | 52       |

## Közlekedés
A szigetet naponta néhány, Sandurból induló kompjárat és heti három helikopterjárat szolgálja ki. Közutak és autók nincsenek az egész szigeten.

### Külső hivatkozások
- Skúvoy - The Island, faroestamps.fo (angol, német, francia, dán, feröeri)
- Sandoy, Skúvoy og Stóra Dímun, Faroeislands.com - Tourist Guide 2009 (angol, német, dán)
- Légifotók Archiválva 2016. március 4-i dátummal a Wayback Machine-ben (Anfinn Frederiksen) (angol)
- Fotóalbum (Torarinn Olafsson) (angol)